# Georg Stoll (Politiker, 1828)
Georg Stoll (* 20. Januar 1828 in Altenkirchen (Westerwald); † 29. Juli 1883, ertrunken im Rhein, angelandet am folgenden Tag bei Stürzelberg in der Bürgermeisterei Zons) war ein Baumeister, Senator und Mitglied des Reichstags des Deutschen Kaiserreichs.

## Leben
Georg Stoll kam am 20. Januar 1828 in Altenkirchen als Sohn des Steuerkontrolleurs Johannes Martin Stoll und der Franziska geborene Lessmann zur Welt. Er heiratete später Emma Rühs. Anfang der 1870er Jahre siedelte er nach Greifswald über. Dort war er 1879 bis 1883 Baumeister und Senator.
Am 10. Juni 1882 gewann Stoll als Kandidat der Deutschen Fortschrittspartei eine Ersatzwahl im Reichstagswahlkreis Stralsund 2 (Greifswald, Grimmen). Am 29. Juli 1883 ertrank er unter unklaren Umständen im Rhein. Sein Leichnam wurde am 30. Juli bei Stürzelberg in der Bürgermeisterei Zons angeschwemmt. Am 5. August 1883 erfolgte nach der Identifikation des Leichnams seine Beisetzung auf dem Zonser Friedhof.